# HD 45350
Lucilinburhuc eller HD 45350 är en ensam stjärna belägen i den mellersta delen av stjärnbilden Kusken. Den har en skenbar magnitud av ca 7,88 och kräver åtminstone en stark handkikare för att kunna observeras. Baserat på parallaxmätning inom Hipparcosuppdraget på ca 20,4 mas, beräknas den befinna sig på ett avstånd på ca 160 ljusår (ca 49 parsek) från solen. Den rör sig närmare solen med en heliocentrisk radialhastighet på ca –21 km/s.

## Nomenklatur
Stjärnan HD 45350 har tilldelats namnet Lucilinburhuc på förslag av Luxemburg i NameExoWorlds-kampanjen, under IAU:s 100-årsjubileum. Fästningen Lucilinburhuc byggdes år 963 av Luxemburgs grundare, greve Siegfried.

## Egenskaper
HD 45350 är en gul till vit underjättestjärna av spektralklass G5 IV,  som är en solliknande stjärna som snart har förbrukat förrådet av väte i dess kärna och börjar utvecklas bort från huvudserien. Den har en massa som är ungefär en solmassa, en radie som är ca 1,3 solradier och har ca 1,6 gånger solens utstrålning av energi från dess fotosfär vid en effektiv temperatur av ca 5 700 K.

## Planetsystem
År 2005 upptäckte California and Carnegie Planet Search-teamet en mycket excentrisk exoplanet i bana runt HD 45350.
| Planet | Massa           | Halv storaxel (AE) | Siderisk omloppstid (d) | Excentricitet | Inklination | Radie |
| ------ | --------------- | ------------------ | ----------------------- | ------------- | ----------- | ----- |
| b      | ≥1,79 ± 0,14 MJ | 1,92 ± 0,067       | 963,6 ± 3,4             | 0,777 ± 0,009 | -           | -     |